# Gilbert Dall’Anese
Gilbert Dall’Anese (* 193? in Saint-Astier de Duras (Lot-et-Garonne)) ist ein französischer Jazzmusiker (Saxophone, auch Flöte) und Orchesterleiter.

## Wirken
Dall’Anese besuchte die Konservatorien von Bordeaux und Paris. In den 1950er Jahren war er in den Orchestern von Jacques Hélian, Benny Bennet, Camille Sauvage und Raymond Legrand tätig. Seit 1959 war er festes Mitglied des Olympia-Orchesters und begleitete dort Jacques Brel, Edith Piaf, Marlene Dietrich und 1963 auch die Beatles. Mit Sylvie Vartan ging er weltweit auf Tournee, um ab 1966 zur Band von Johnny Hallyday zu gehören und auch mit Joe Dassin aufzutreten; zudem war er mit Hallyday am Soundtrack der Serie Dallas beteiligt. 1976 nahm er in München mit Ian Paice, Tony Ashton und Jon Lord das Album Malice in Wonderland auf. 
Antoine Hervé holte ihn 1986 in das Orchestre National de Jazz, dem er bis 1988 angehörte. 2002 spielte er unter eigenem Namen das Album Ode à l’océan ein. Weiterhin arbeitete er mit Toots Thielemans, Peter Erskine, Randy Brecker, Steve Swallow, Carla Bley, Gil Evans, Didier Lockwood und Dee Dee Bridgewater. Er komponierte Filmmusiken für Luc Besson. Weiterhin ist er auf Alben von Nino Ferrer, Daniel Goyone, Maxime Le Forestier, Patricia Lay, Éric Serra und Benoît Widemann zu hören und spielte auch im Soundtrack zum letzten Spielfilm von Charlie Chaplin, Die Gräfin von Hongkong.